# Slagtebænk Dybbøl (dokumentarfilm)
|  | Denne artikel er oprettet af botten Steenthbot ud fra en ekstern database. Den kan derfor have sproglige fejl eller mangler. Denne skabelon kan fjernes efter kontrol af indholdet. |

Slagtebænk Dybbøl er en dansk dokumentarfilm fra 2014 instrueret af Klaus Birch.

## Handling
To danske brødre og officerer, Ernst og Emil Schau, deltager i 2. slesvigske krig. Brødrene har koner og børn i København, og gennem deres breve fortælles historien om livet som soldat i det iskolde og undergangsprægede felttog, som den danske hær er ude i i vinteren 1864. Et felttog, der kulminerer i Slaget ved Dybbøl den 18. april 1864.